# 白蟻-慾望謎網
《白蟻-慾望謎網》（英語：White Ant），是一部於2017年上映的電影。由吳慷仁、鍾、于台煙、蔡星瑀、胡桓瑋領銜主演。台灣於2017年3月17日上映。

## 劇情簡介
具有戀物癖的白以德（吳慷仁 飾），是一名女性貼身衣物的慣竊。在一次看似並無二致的行竊後，白以德卻收到了一封匿名信，信裡僅有一片光碟，而光碟的內容竟赫然是自己該次行竊的錄像。被人發現自己不為人知的秘密後，白以德開始心神不寧，生活就此被匿名信激起震盪......。

## 演員陣容

### 主要演員
| 演員姓名 | 角色名稱       | 介紹 |
| 吳慷仁   | 白以德         | 一位有偷內衣褲癖好的書店店員，自幼喪父、幼童時目擊母親跟男友上床，總是在晚上無法控制自己對女性內衣褲的慾望，除了偷竊還會穿上自慰獲得快感。                           |
| 鍾       | 湯君紅         | 性格潑辣的女大學生，常常正義感爆棚。追蹤失聯男友時，意外拍攝到白以德竊取女性內衣褲畫面，並將DVD寄給白以德。                                                          |
| 于台煙   | 胡意藍（藍姐） | 白以德的母親，似患有憂鬱症。經常感到不被關心，害怕被丟棄的感覺。 |
| 蔡星瑀   | 路霈宜         | 湯君紅的大學同學兼室友，常被君紅拉著到處冒險，一同跟踪白以德，在網絡上人肉搜索白以德，調查其背景，結果遭到男友家豪的反對。而當事情變得不可收拾後，她也感到後悔莫及。 |
| 胡桓瑋   | 古家豪         | 路霈宜的男友。經常對於湯君紅的作為有所質疑，兩人終於在一次爭論中爆發口角衝突。                                                                                       |

### 其它演員
| 演員姓名 | 飾演角色     |
| -------- | ------------ |
| 呂福祿   | 阿公         |
| 鄭楊水妹 | 阿嬤         |
| 常再興   | 大伯父       |
| 陳淑娟   | 大伯母       |
| 尹仲敏   | 二叔         |
| 賈孝國   | 心理醫師     |
| 溫吉興   | 書店店長     |
| 許時豪   | 書店倒書客   |
| 蔡佾玲   | 婚紗店老闆娘 |
| 戴若梅   | 房東太太     |
| 許天豪   | 潛水教練     |
| 羅茂銓   | 小白蟻       |
| 王永同   | 年輕藍姐男友 |
| 王道南   | 觀光系教授   |
| 余佩真   | 書店VIP客人  |
| 唐成     | 相機男房客   |
| 蔡哲文   | 室友A        |

## 工作人員
- 出品人：
- 監製 : 賴孟秀、高君亭
- 製作人：
- 導演：朱賢哲
- 編劇：朱賢哲
- 剪接指導：陳曉東
- 預告片剪接：陳定南
- 製作公司：大厝地影像製作有限公司、內容物數位電影公司
- 發行公司：大厝地影像製作有限公司、內容物數位電影公司

## 獎項
- 本片榮獲2016年韓國釜山影展新潮流單元影評人費比西獎[4]。
- 本片男主角吳慷仁獲得第19屆台北電影獎最佳男主角獎項[5]
- 第53屆金馬獎最佳新導演提名。[6]

## 外部連結
- 白蟻-慾望謎網的Facebook專頁
- 互联网电影数据库（IMDb）上《白蟻-慾望謎網》的资料（英文）
- AllMovie上《白蟻-慾望謎網》的资料（英文）
- 開眼電影網上《白蟻-慾望謎網》的資料（繁體中文）
- Yahoo奇摩電影上《白蟻-慾望謎網》的資料（繁體中文）
- 豆瓣电影上《白蟻-慾望謎網》的資料 （简体中文）
- 时光网上《白蟻-慾望謎網》的資料（简体中文）
- 香港影庫上《白蟻-慾望謎網》的資料（繁體中文）
- YouTube上的【白蟻-慾望謎網】正式上映版中文預告.（繁體中文）